# Bryum euryphyllum
Bryum euryphyllum är en bladmossart som beskrevs av Hugh Neville Dixon och Potier de la Varde 1927. Bryum euryphyllum ingår i släktet bryummossor, och familjen Bryaceae. Inga underarter finns listade i Catalogue of Life.